# Flight of the Hippogriff
Flight of the Hippogriff (litt. : « le vol de l'hippogriffe ») sont des montagnes russes junior créées d'abord pour le parc Universal's Islands of Adventure, à Orlando, en Floride, aux États-Unis, puis dupliquées dans les parcs de Los Angeles et d'Osaka.

## Le concept
Les montagnes russes emmènent les passagers dans un vol de test sur un hippogriffe au-dessus de la forêt interdite et de la maison d'Hagrid. Les passagers doivent faire baisser l'hippogriffe avant le lift hill. Au sommet du lift hill, les passagers ont une vue d'ensemble sur The Wizarding World of Harry Potter, puis descendent en faisant des virages autour des terres d'Hagrid. À la fin du parcours, Hagrid remercie les passagers, qui descendent juste après. L'attraction a deux trains de huit wagons. Les passagers sont placés à deux sur un rang pour un total de 16 passagers par train.

## Les attractions

### Universal's Islands of Adventure
Flying Unicorn (litt. : « la licorne volante ») a ouvert le 29 juin 2000 dans la zone The Lost Continent. L'attraction était dans une forêt enchantée. Une histoire était racontée dans la file d'attente. Un sorcier avait trouvé une corne de bébé licorne. Il l'a utilisée pour créer l'attraction. La magie de la corne a été utilisée pour faire voler les trains, qui ressemblaient à des licornes mécaniques. L'attraction a fermé le 7 juillet 2008.

#### Harry Potter et transformations
En 2010, Universal's Islands of Adventure a ouvert une nouvelle zone consacrée à l'univers de Harry Potter. Pour être intégrée à cette zone, l'attraction a été rethématisée et renommée Flight of the Hippogriff.

#### File d'attente
La nouvelle histoire de l'attraction est que Rubeus Hagrid apprend à un jeune sorcier comment voler sur un hippogriffe en utilisant des répliques de la créature.

### Universal Studios Japan
La version nippone de l'attraction a ouvert le 15 juillet 2014.

### Universal Studios Hollywood
L'attraction ouvre le 7 avril 2016, en même temps qu'une nouvelle zone basée sur le thème de Harry Potter.

## Galerie

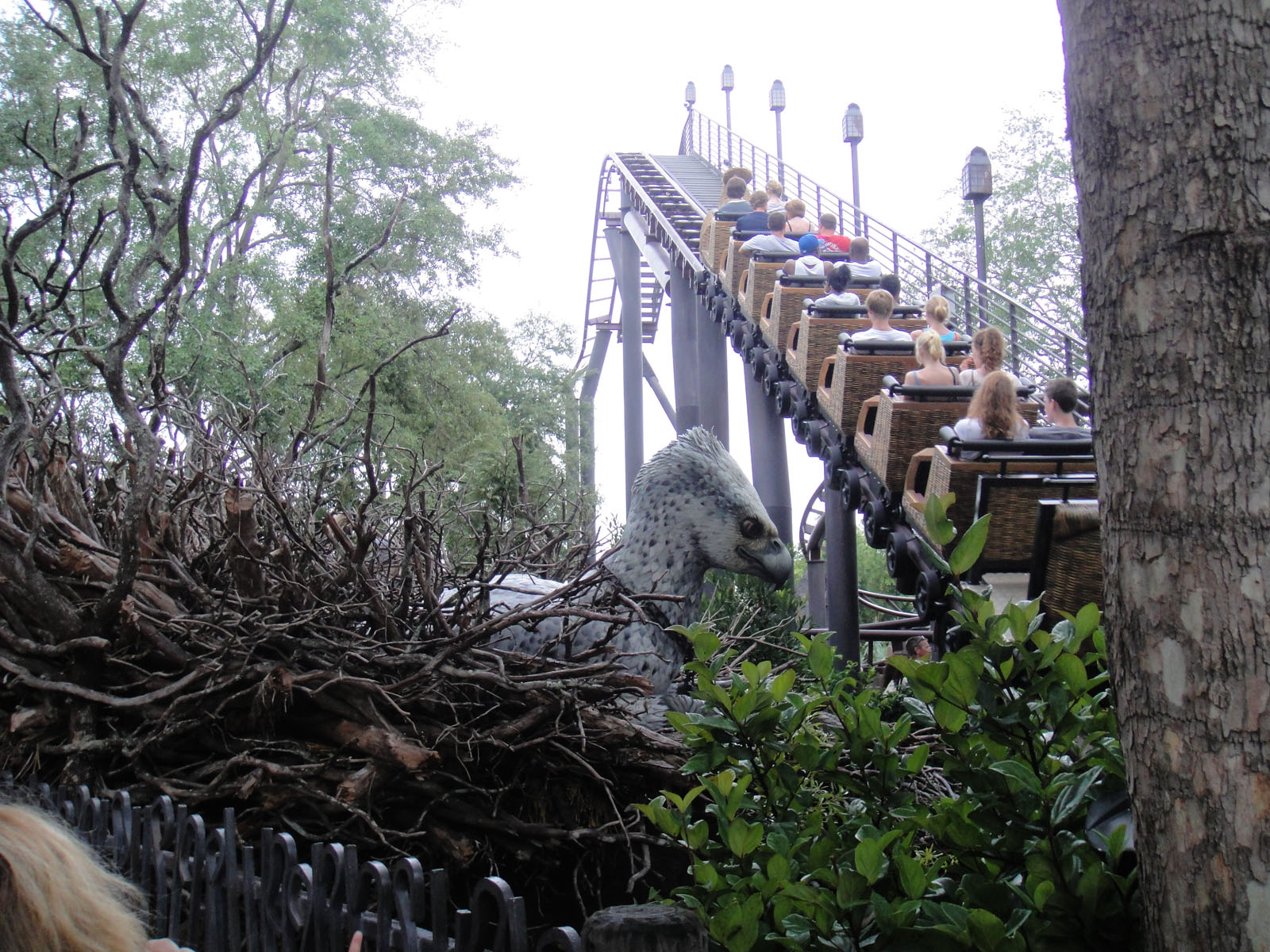
Le lift hill, avec un hippogriffe en animatronique (Universal Island's of Adventure).
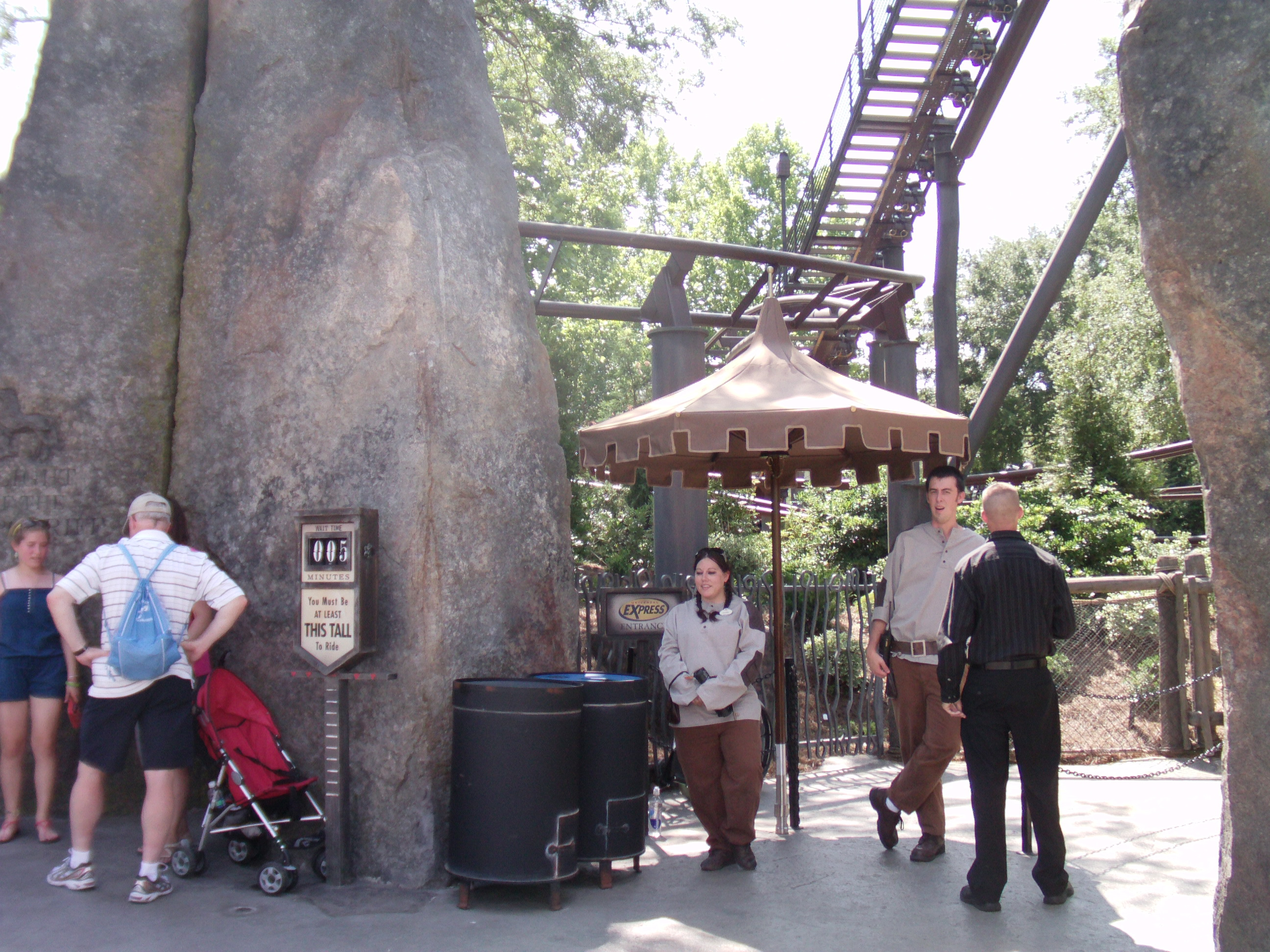
L'entrée de l'attraction florienne.
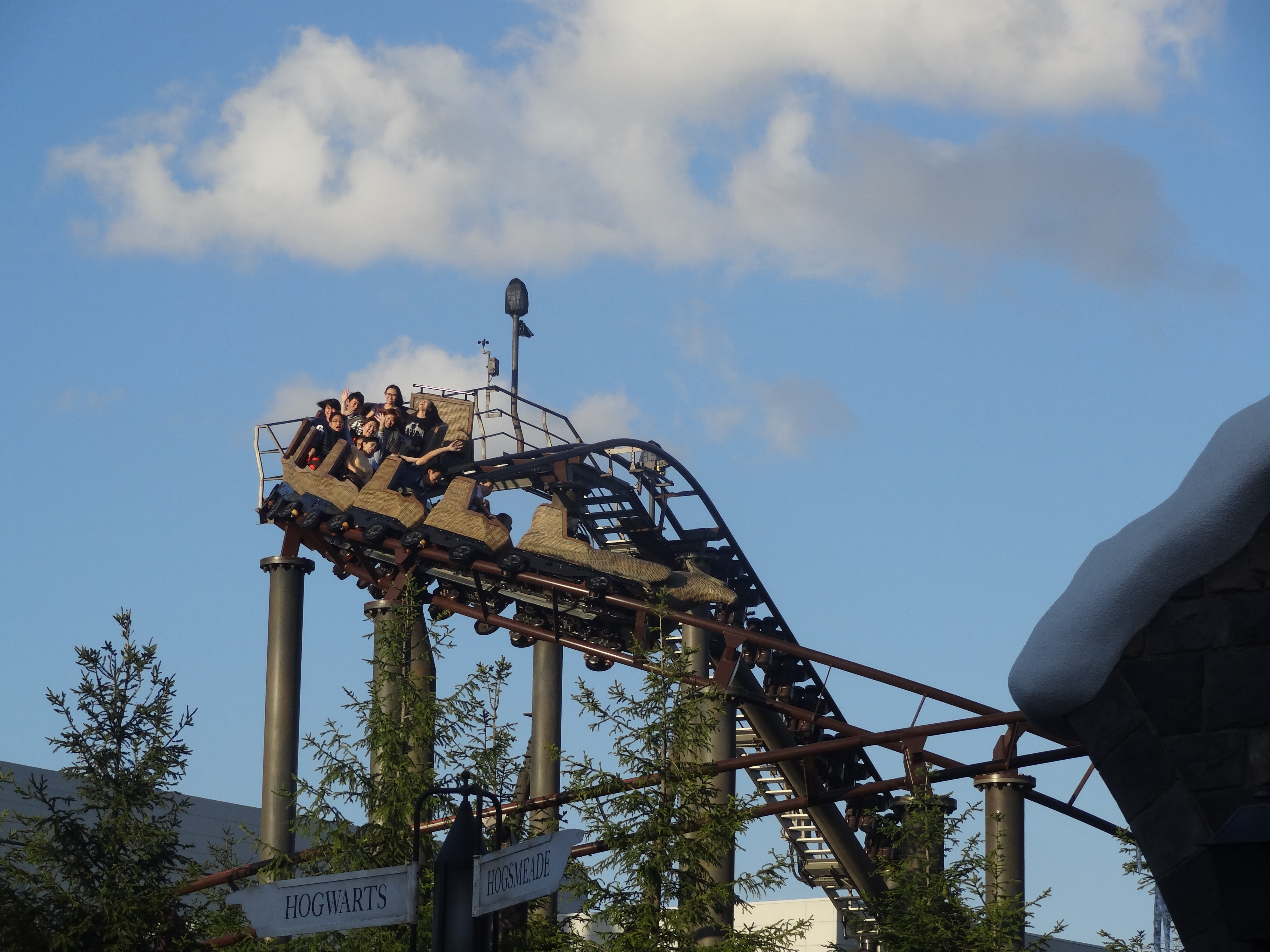
L'attraction à Universal Studios Japan.